# Gymnasium St. Maria Magdalena (Posen)

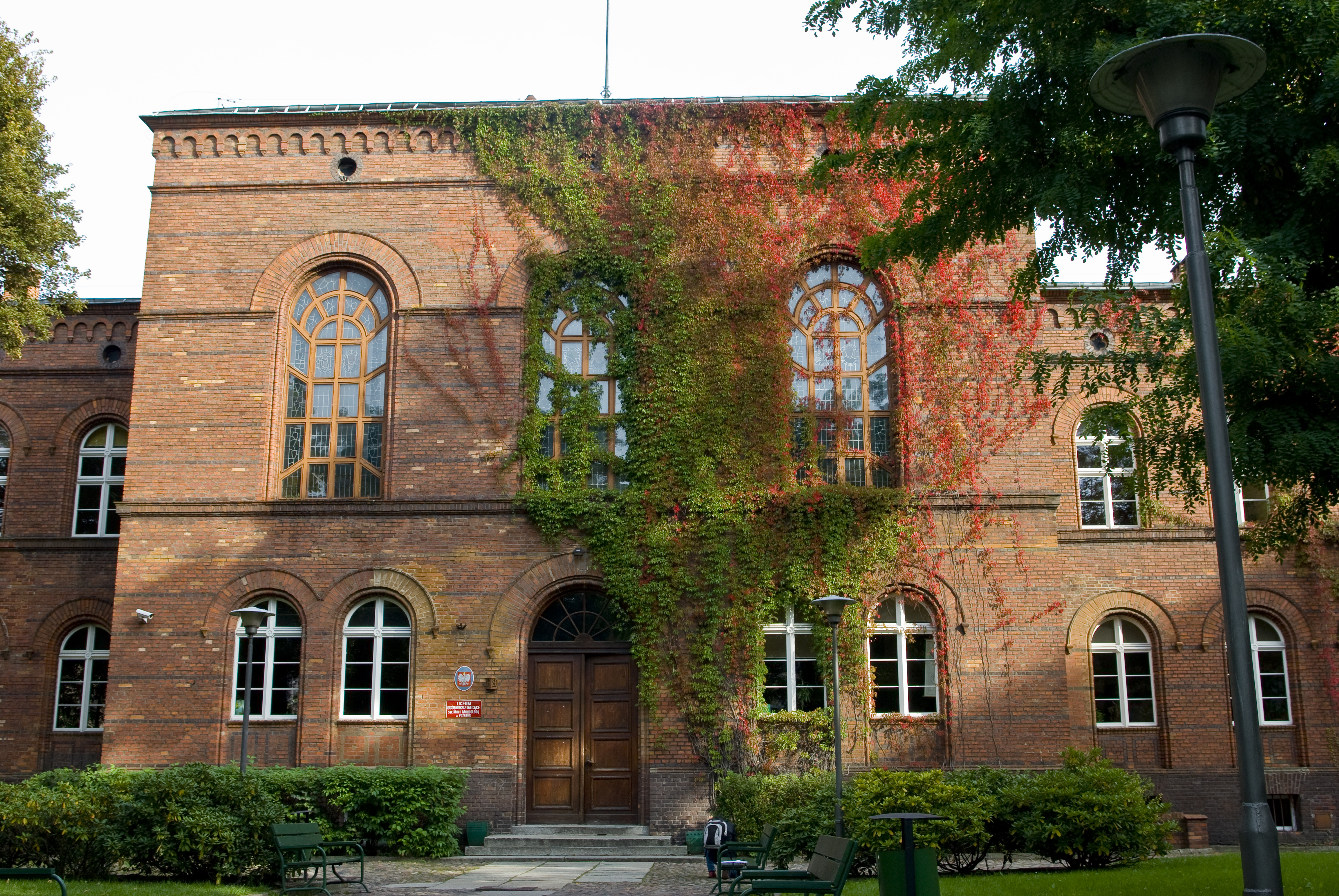
Schulgebäude des Maria-Magdalena-Gymnasiums

Das Gymnasium St. Maria Magdalena (polnisch Liceum Ogólnokształcące św. Marii Magdaleny w Poznaniu; in preußischer Zeit meist Mariengymnasium genannt) ist eine traditionsreiche höhere Schule in Posen. Es hat heute den Status eines allgemeinbildenden Lyzeums (liceum ogólnokształcące).

## Geschichte

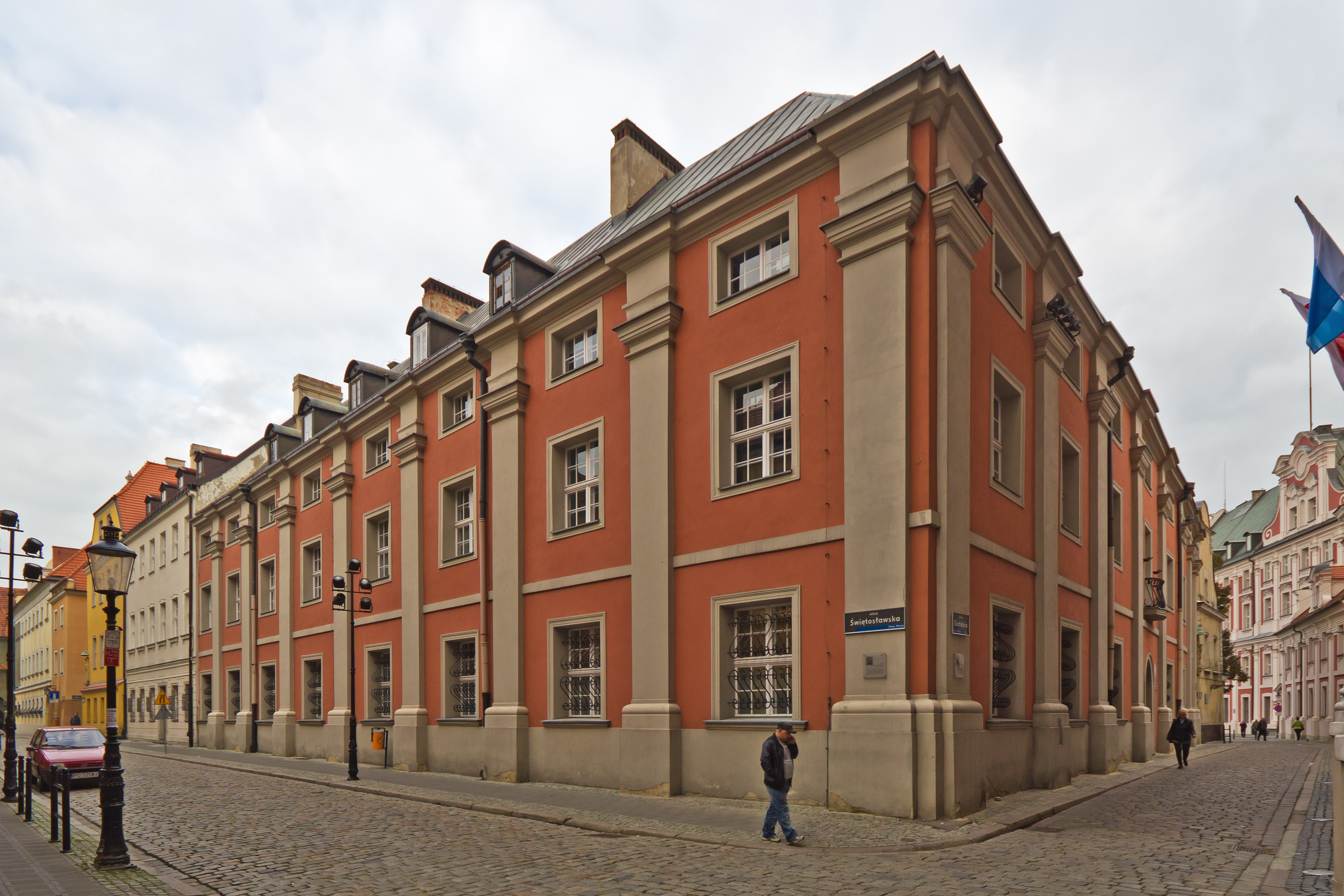
Die ehemalige Jesuitenschule (heutige Ballettschule) war bis 1858 Sitz des Mariengymnasiums

Das Maria-Magdalena-Gymnasium steht in der Tradition der im 16. Jahrhundert gegründeten Lubrański-Akademie und des Posener Jesuitenkollegs. Schon die 1573 gegründete höhere Bildungsanstalt der Jesuiten trug den Namen ad sanctam Mariam Magdalenam. Die Lubrański-Akademie und das Jesuitenkolleg wurden nach Aufhebung des Jesuitenordens 1773 durch die Komisja Edukacji Narodowej zur Woiwodschaftsschule (Wojewódzka Szkoła Wydziałowa) zusammengefasst. Mit der zweiten Teilung Polens 1793 wurde Posen von Preußen annektiert. Dieses gründete 1804 ein Königliches Gymnasium. Doch schon 1806/07 löste sich dieses infolge der preußischen Niederlage im Vierten Koalitionskrieg wieder auf. An seine Stelle trat von 1809 bis 1815 eine „Departementsschule“ des napoleonischen Satellitenstaats Herzogtum Warschau. Nach dem Wiener Kongress 1815, durch den Posen wieder zu Preußen kam, wurde das Königliche Gymnasium wiedererrichtet. 
Der Regierungspräsident Eduard von Flottwell hob 1834 im Rahmen seiner Germanisierungspolitik das Gymnasium auf, um es durch zwei separate höhere Schulen zu ersetzen: Das Königliche Friedrich-Wilhelms-Gymnasium, das überwiegend von deutschsprachigen Evangelischen und Juden besucht wurde, und das Königliche Marien-Gymnasium, an dem die polnischsprachigen Katholiken in der Folgezeit fast unter sich blieben. Zunächst war Polnisch die allgemeine Unterrichtssprache am Mariengymnasium. Durch die Instruktion des preußischen Kultusministers Friedrich Eichhorn wurde dies 1842 auf die unteren und mittleren Stufen beschränkt, während ab der Sekunda (11. Jahrgangsstufe) Hochdeutsch als „Haupt-Unterrichtssprache“ festgelegt wurde. Lediglich der Religionsunterricht durfte generell in der jeweiligen Muttersprache erfolgen, was für fast alle Schüler des Mariengymnasiums das Polnische bedeutete. Die Lehrer am Mariengymnasium wurden zunächst schlechter bezahlt als die am Friedrich-Wilhelms-Gymnasium. Dagegen protestierten jedoch die Posener Stände, sodass 1846 eine Gleichstellung erfolgte.
Aus dem Mariengymnasium entwickelte sich auch die städtische Realschule Posen: ab 1849 wurden zunächst separate Realklassen am Gymnasium eingerichtet, 1853 folgte dann die Ausgliederung der Realschule in ein separates Gebäude. 1858 zog auch das Mariengymnasium selbst in ein neues Gebäude am Bernhardinerplatz (heute Plac Bernardyński) um. Die 1857 ins Leben gerufene Posener Gesellschaft der Freunde der Wissenschaften (Poznańskie Towarzystwo Przyjaciół Nauk) bestand zu einem großen Teil aus Absolventen des Mariengymnasiums. 1862 wurde eine polnisch-nationale Geheimgesellschaft namens Kościuszko aufgedeckt, die beteiligten Schüler wurden vor Gericht gestellt und bestraft. Zu Neujahr 1865 hatte das Gymnasium 656 Schüler, deren Unterricht in den drei unteren Stufen in polnischer Sprache, in den oberen teils auf Deutsch (20 Wochenstunden), teils auf Polnisch stattfand. Eine Besonderheit des Mariengymnasiums war das Angebot fakultativen Litauisch- und Russischunterrichts.
Nach der Abtretung Posens an die neugegründete Zweite Polnische Republik infolge des Versailler Vertrags wurde die Schule ein polnisches Lyzeum und erhielt wieder den Namen der Heiligen Maria Magdalena.

## Lehrer

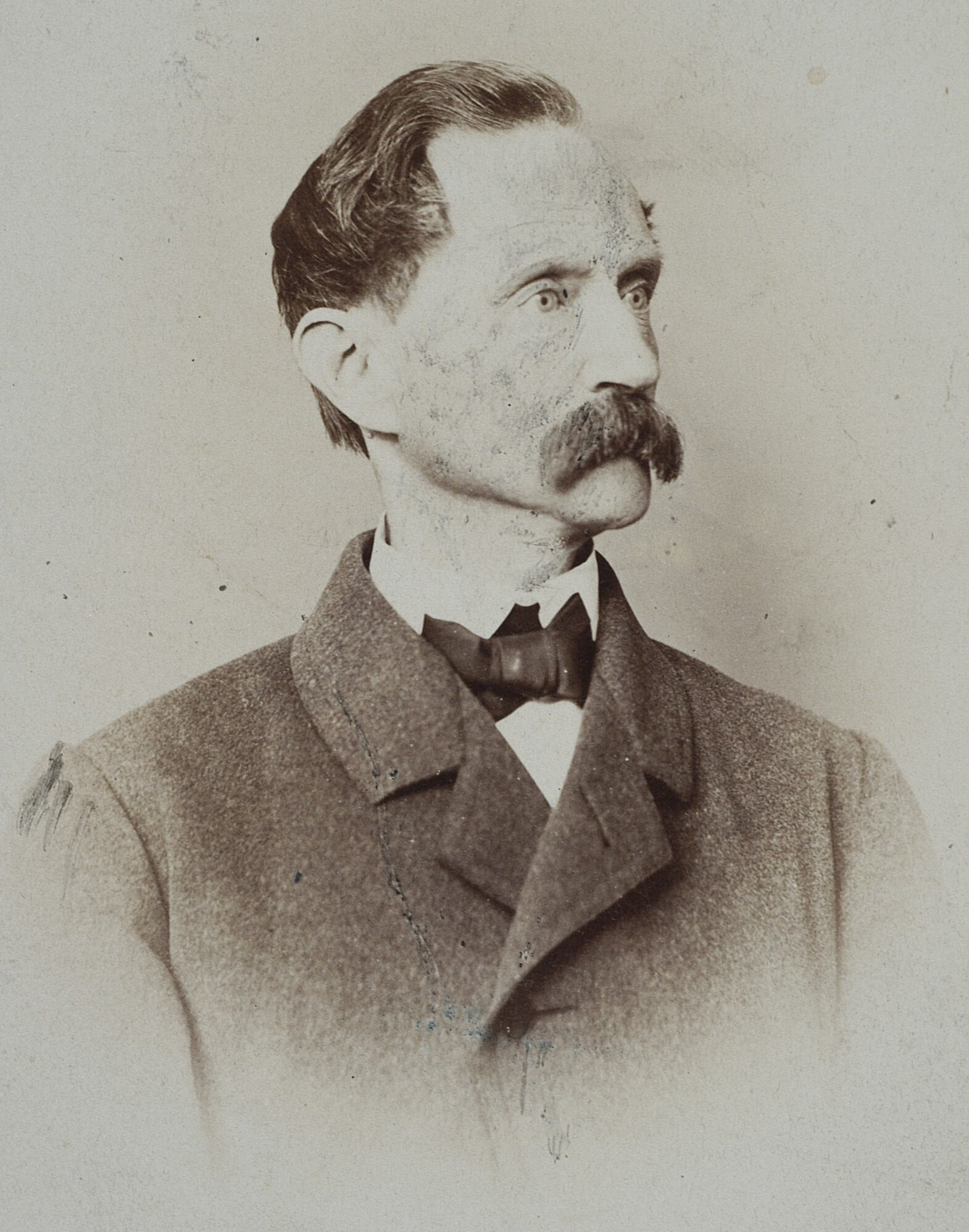
Hipolit Cegielski, Lehrer des Mariengymnasiums (1840–1846)

- Johann Samuel Kaulfuß (1804–1824), Rektor (1815–1824)
- Christian Samuel Theodor Bernd (1775–1854), Gymnasialprofessor (1815)
- Julius Maximilian Schottky (1797–1849), (1824)
- Hipolit Cegielski (1813–1868), (1840–1846)
- Marceli Motty (1840–1887)
- Johann Schweminski (1812–1878)
- Robert Hassencamp (1848–1902)
- Fritz Pfuhl (1853–1913), Lehrer (1878–1913)
- Wojciech Bąk (1939)

## Schüler

### Königliches Gymnasium

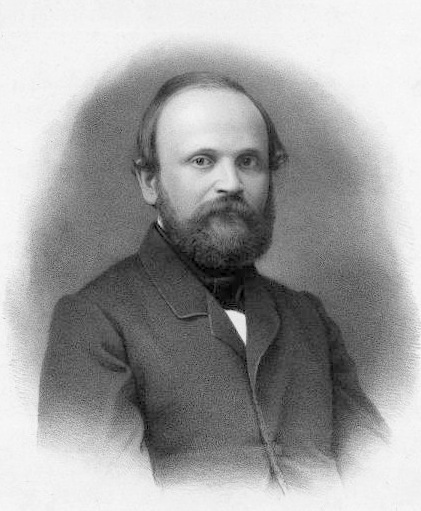
Robert Remak, Abitur 1833

- Karol Marcinkowski (1800–1846), Arzt und Reformer
- Gustav von Potworowski (1800–1860), Rittergutsbesitzer und Politiker
- Karol Libelt (1807–1875), Publizist, Wissenschaftler, Politiker und Revolutionär
- Hipolit Cegielski (1813–1868), Philologe, Unternehmer, Journalist und Politiker
- Friedrich David Michaelis (1813–1892), Anglist und Gymnasiallehrer
- Robert Remak (1815–1865), Arzt, Embryologe und Neurophysiologe

### Mariengymnasium

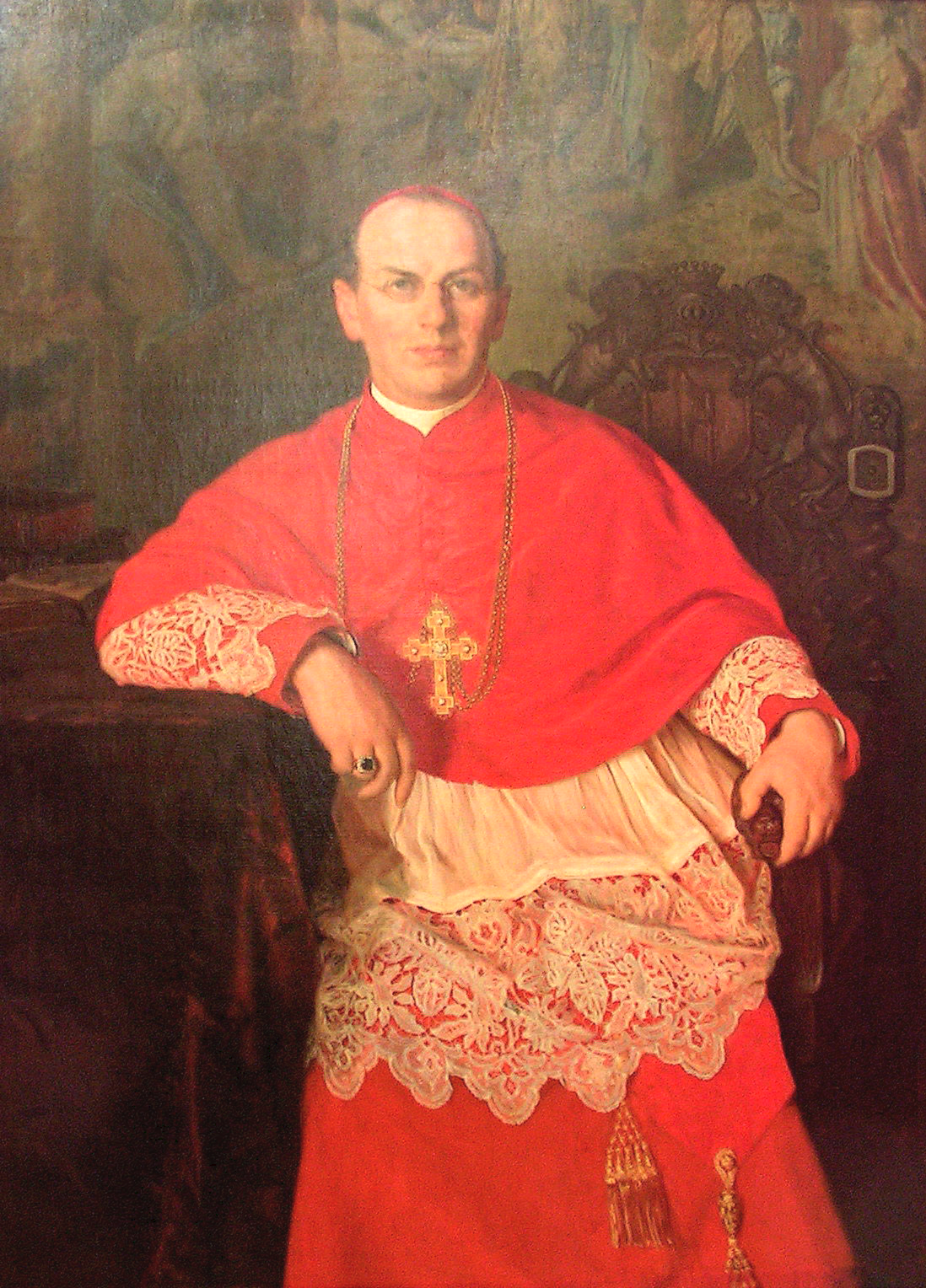
Erzbischof Florian Stablewski

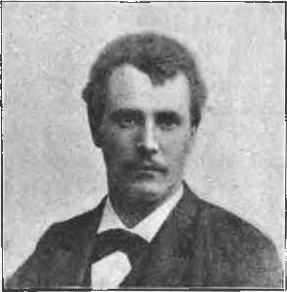
Jan Kasprowicz

- Władysław Niegolewski (1819–1885), liberaler Politiker
- Antoni Małecki (1821–1913), Klassischer Philologe, Slawist und Schriftsteller
- Stanislaus von Chlapowski (1822–1902), Offizier, Rittergutsbesitzer und Politiker
- Leon Wegner (1824–1873), Jurist, Ökonom, Historiker und Politiker
- Kasimir Kantak (1824–1886), Politiker
- Julian von Chelmicki (1825–1909), Rittergutsbesitzer, Mediziner und Politiker
- Johann von Dzialynski (1829–1880), Rittergutsbesitzer, Publizist und Politiker
- Kazimierz Jarochowski (1829–1888), Jurist und Historiker
- Ludwig Zietkiewicz (1831–1897), katholischer Geistlicher und Politiker
- Casimir von Chlapowski (1832–1916), Rittergutsbesitzer und Politiker
- Edward Likowski (1836–1915), Erzbischof von Gnesen und Posen sowie Primas von Polen
- Ludwig von Jazdzewski (1838–1911), katholischer Theologe und Politiker
- Florian von Stablewski (1841–1906), Erzbischof von Gnesen und Posen sowie Primas von Polen
- Adam Fürst Czartoryski (1845–1912), Gutsbesitzer und Politiker
- Józef von Kościelski (1845–1911), Politiker und Schriftsteller
- Leopold Loewenherz (1847–1892), Physiker
- Stanislaus Wojtowski (1850–1913), Architekt
- Kazimierz Morawski (1852–1925), klassischer Philologe, Historiker und Übersetzer
- Hartwig Hirschfeld (1854–1934), britischer Orientalist
- Anton von Chlapowski (1855–1927), Rittergutsbesitzer und Politiker
- Sigismund von Dziembowski-Pomian (1858–1918), Jurist und Politiker
- Idzizlaw Czartoryski (1859–1909), Rittergutsbesitzer und Politiker
- Hektor von Kwilecki (1859–1912), Rittergutsbesitzer und Politiker
- Jan Kasprowicz (1860–1926), Schriftsteller, Übersetzer und Hochschullehrer
- Wojciech Trąmpczyński (1860–1953), nationaldemokratischer Politiker, Sejmmarschall und Senatsmarschall
- Antoni Laubitz (1861–1939), Weihbischof und Sozialaktivist
- Bernard von Chrzanowski (1861–1944), Rechtsanwalt und Politiker
- Saul Kaatz (1870–1942), Rabbiner in Hindenburg
- Joseph Klos (1870–1938), katholischer Geistlicher, Redakteur und Politiker
- Cyryl Ratajski (1875–1942), nationaldemokratischer Politiker, Bürgermeister von Posen und Innenminister
- Kasimir Graff (1878–1950), Astronom
- Bronisław Budzyński (1888–1951), Kaufmann und Politiker
- Antoni Szymański (1894–1973), polnischer General und Militärattaché
- Wiktor Dega (1896–1995), orthopädischer Chirurg
- James Illy (Isidor) Friedmann (1900–1971), deutsch-argentinischer Buchhändler und Verleger.

### Liceum św. Marii Magdaleny

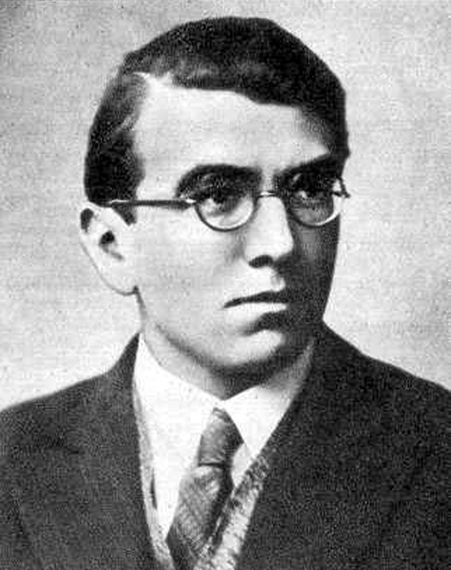
Henryk Zygalski

- Henryk Zygalski (1908–1978), Mathematiker und Kryptologe
- Witalis Ludwiczak (1910–1988), Eishockeyspieler und -trainer sowie Ruderer und Hochschullehrer
- Jerzy Waldorff (1910–1999), Autor und Musikkritiker
- Adam Kozłowiecki (1911–2007), Erzbischof von Lusaka
- Stefan Stuligrosz (1920–2012), Chordirigent und Komponist
- Marian Przykucki (1924–2009), Erzbischof von Stettin